# The Fabulous Life of...
The Fabulous Life of… é uma série televisiva do canal VH1 e que também passa na MTV que explica os lugares, as coisas e os serviços que as celebridades desfrutam. Foi emitido pela primeira vez em 2003 com um episódio especial acerca de Britney Spears.
Em 2005,  o programa The Fabulous Life of the Women of Desperate Housewives foi transmitido, reflectindo o sucesso desta famosa série da cadeia televisiva ABC.

## Episódios
- The Fabulous Life of... Britney Spears
- The Fabulous Life of... Hip Hop Superstars
- The Fabulous Life of... Brad and Jen
- The Fabulous Life of... Jennifer Lopez
- The Fabulous Life of... Hot Young Popstars
- The Fabulous Life of... Michael Jackson
- The Fabulous Life of... The Hilton Sisters
- The Fabulous Life of... Arnold Schwarzenegger
- The Fabulous Life of... Victoria and David Beckham
- The Fabulous Life of... P. Diddy
- The Fabulous Life of... Lil' Kim
- The Fabulous Life of... Justin Timberlake
- The Fabulous Life of... Celebrity Super Spenders
- The Fabulous Life of... Las Vegas Superstars
- The Fabulous Life of... Princes William and Harry
- The Fabulous Life of... Hoop Superstars
- The Fabulous Life of... Hugh Hefner
- The Fabulous Life of... Country Superstars
- The Fabulous Life of... Christina Aguilera
- The Fabulous Life of... Hollywood Super Spenders
- The Fabulous Life of... Tom Cruise
- The Fabulous Life of... Hip-Hop Superstars '04
- The Fabulous Life of... Cameron Diaz
- The Fabulous Life of... Donald Trump
- The Fabulous Life of... Pamela Anderson
- The Fabulous Life of... Missy Elliott
- The Fabulous Life of... The Cast of Friends
- The Fabulous Life of... Simon Cowell
- The Fabulous Life of... Mary-Kate and Ashley
- The Fabulous Life of... Leo & Gisele
- The Fabulous Life of... OutKast
- The Fabulous Life of... Lil' Jon
- The Fabulous Life of... Mel Gibson
- The Fabulous Life of... Angelina Jolie
- The Fabulous Life of... Usher
- The Fabulous Life of... Bush Vs. Kerry Bling Off
- The Fabulous Life of... Classics: The Brat Pack
- The Fabulous Life of... Summer Super Spenders
- The Fabulous Life of... Nelly
- The Fabulous Life of... Hollywood It Girls
- The Fabulous Life of... Oprah
- The Fabulous Life of... The Fabulous 40
- The Fabulous Life of... Celebrity Super Spenders
- The Fabulous Life of... Celebrity Kids
- The Fabulous Life of... Paris Hilton
- The Fabulous Life of... Miami
- The Fabulous Life of... World's Most Fantabulous Rides
- The Fabulous Life of... Mötley Crüe
- The Fabulous Life of... Martha Stewart
- The Fabulous Life of... Celebrity Couples
- The Fabulous Life of... Nicole Richie
- The Fabulous Life of... Presents: Celebrity Rags to Riches
- The Fabulous Life of... Britney and Kevin
- The Fabulous Life of... Celebrity Religion
- The Fabulous Life of... Rags to Riches
- The Fabulous Life of... Marc and J.Lo
- The Fabulous Life of... London
- The Fabulous Life of... Hip Hop Superspenders '05
- The Fabulous Life of... Snoop Dogg
- The Fabulous Life of... Lindsay Lohan
- The Fabulous Life of... Celebrity Pets
- The Fabulous Life of... Celebrity Weddings
- The Fabulous Life of... The Women Of Desperate Housewives
- The Fabulous Life of... Celebrity Wives
- The Fabulous Life of... Today's Hottest Supermodels
- The Fabulous Life of... Las Vegas
- The Fabulous Life of... Fabulous 40 for 2006 Part 1
- The Fabulous Life of... Fabulous 40 for 2006 Part 2
- The Fabulous Life of... Celebrity Swag (Perks)
- The Fabulous Life of... Superspenders '05
- The Fabulous Life of... The 10 Hottest Celebrity Winter Getaways
- The Fabulous Life of... Celebrity Relatives
- The Fabulous Life of... Young, Hot Hollywood
- The Fabulous Life of... Kept Men
- The Fabulous Life of... Hollywood's Most Amazing Comebacks
- The Fabulous Life of... Filthy Rich Billionaires
- The Fabulous Life of... Celebrity Kids 2006
- The Fabulous Life of... Celebrity Homes '06
- The Fabulous Life of... Brad And Angelina's Baby
- The Fabulous Life of... the CLAN
- The Fabulous Life of... Insane Celebrity Real Estate '06
- The Fabulous Life of... Kelly Ripa
- The Fabulous Life of... My Big Phat Fabulous Wedding
- The Fabulous Life of... 25 Dumbest Celebrity Extravagances
- The Fabulous Life of... Entourages